# تنیس روی میز در المپیک تابستانی
تنیس روی میز در بازی‌های المپیک تابستانی نام رویدادهای ورزش تنیس روی میز در بازی‌های المپیک تابستانی است که هر چهار سال یک بار برگزار می‌شود.

## جدول مدال‌ها
| رتبه  | کشورها          | طلا | نقره | برنز | مجموع |
| ۱     | چین (CHN)       | ۲۴  | ۱۵   | ۸    | ۴۷    |
| ۲     | کره جنوبی (KOR) | ۳   | ۳    | ۱۲   | ۱۸    |
| ۳     | سوئد (SWE)      | ۱   | ۱    | ۱    | ۳     |
| ۴     | آلمان (GER)     | ۰   | ۲    | ۳    | ۵     |
| ۵     | کره شمالی (PRK) | ۰   | ۱    | ۲    | ۳     |
| ۵     | سنگاپور (SIN)   | ۰   | ۱    | ۲    | ۳     |
| ۷     | چین تایپه (TPE) | ۰   | ۱    | ۱    | ۲     |
| ۷     | فرانسه (FRA)    | ۰   | ۱    | ۱    | ۲     |
| ۷     | یوگسلاوی (YUG)  | ۰   | ۱    | ۱    | ۲     |
| ۱۰    | هنگ کنگ (HKG)   | ۰   | ۱    | ۰    | ۱     |
| ۱۰    | ژاپن (JPN)      | ۰   | ۱    | ۰    | ۱     |
| ۱۲    | دانمارک (DEN)   | ۰   | ۰    | ۱    | ۱     |
| مجموع | مجموع           | ۲۸  | ۲۸   | ۳۲   | ۸۸    |

## نتایج

### انفرادی مردان
| سال  | شهر     | طلا             | نقره            | برنز             |
| ---- | ------- | --------------- | --------------- | ---------------- |
| ۱۹۸۸ | سئول    | یو نام-کیو      | کیم کی-تایک     | اریک لیند        |
| ۱۹۹۲ | بارسلون | یان اووه والدنر | ژان-فیلیپ گاتین | کیم تیک-سو       |
| ۱۹۹۲ | بارسلون | یان اووه والدنر | ژان-فیلیپ گاتین | ما ونگ           |
| ۱۹۹۶ | آتلانتا | لیو گولیانگ     | وانگ تائو       | یورگ روسکوف      |
| ۲۰۰۰ | سیدنی   | کونگ لینگوی     | یان اووه والدنر | لیو گولیانگ      |
| ۲۰۰۴ | آتن     | ریو سئونگ-مین   | وانگ هائو       | وانگ لیچین       |
| ۲۰۰۸ | پکن     | ما لین          | وانگ هائو       | وانگ لیچین       |
| ۲۰۱۲ | لندن    | ژانگ جیکه       | وانگ هائو       | دیمیتری اوفچاروف |

### دونفره مردان
| سال  | شهر     | طلا                     | نقره                           | برنز                        |
| ---- | ------- | ----------------------- | ------------------------------ | --------------------------- |
| ۱۹۸۸ | سئول    | چن لونگکان وی چینگوانگ  | ایلیا لوپولسکو زوران پریموراتس | ان جی-هیونگ یو نام-کیو      |
| ۱۹۹۲ | بارسلون | لو لین وانگ تائو        | اشتفن فتزنر یورگ روسکوف        | کانگ هی-چان Lee Chul-Seung  |
| ۱۹۹۲ | بارسلون | لو لین وانگ تائو        | اشتفن فتزنر یورگ روسکوف        | کیم تیک-سو یو نام-کیو       |
| ۱۹۹۶ | آتلانتا | کونگ لینگوی لیو گولیانگ | لو لین وانگ تائو               | Lee Chul-Seung یو نام-کیو   |
| ۲۰۰۰ | سیدنی   | وانگ لیچین یان سان      | کونگ لینگوی لیو گولیانگ        | پاتریک شیلا ژان-فیلیپ گاتین |
| ۲۰۰۴ | آتن     | چن چی ما لین            | Ko Lai Chak لی چینگ            | مایکل مز فین توگول          |

### انفرادی زنان
| سال  | شهر     | طلا         | نقره         | برنز          |
| ---- | ------- | ----------- | ------------ | ------------- |
| ۱۹۸۸ | سئول    | چن جینگ     | Li Huifen    | Jiao Zhimin   |
| ۱۹۹۲ | بارسلون | دنگ یاپینگ  | چیائو هونگ   | هیون جونگ-هوا |
| ۱۹۹۲ | بارسلون | دنگ یاپینگ  | چیائو هونگ   | ری پون-هوی    |
| ۱۹۹۶ | آتلانتا | دنگ یاپینگ  | چن جینگ      | چیائو هونگ    |
| ۲۰۰۰ | سیدنی   | وانگ نان    | لی جو        | چن جینگ       |
| ۲۰۰۴ | آتن     | ژانگ یینینگ | کیم هیانگ-می | کیم کیونگا    |
| ۲۰۰۸ | پکن     | ژانگ یینینگ | وانگ نان     | گوو یو        |
| ۲۰۱۲ | لندن    | لی شیائوشیا | دینگ نینگ    | فنگ تیانوی    |

### دونفره زنان
| سال  | شهر     | طلا                        | نقره                    | برنز                         |
| ---- | ------- | -------------------------- | ----------------------- | ---------------------------- |
| ۱۹۸۸ | سئول    | هیون جونگ-هوا یانگ یونگ-جا | چن جینگ Jiao Zhimin     | Jasna Fazlić گوردانا پرکوچین |
| ۱۹۹۲ | بارسلون | دنگ یاپینگ چیائو هونگ      | Chen Zihe گائو جون      | Hong Cha-Ok هیون جونگ-هوا    |
| ۱۹۹۲ | بارسلون | دنگ یاپینگ چیائو هونگ      | Chen Zihe گائو جون      | ری پون-هوی یو سون-بوک        |
| ۱۹۹۶ | آتلانتا | دنگ یاپینگ چیائو هونگ      | لیو وی Qiao Yunping     | Park Hae-Jung Ryu Ji-Hae     |
| ۲۰۰۰ | سیدنی   | لی جو وانگ نان             | Sun Jin Yang Ying       | Kim Moo-Kyo Ryu Ji-Hae       |
| ۲۰۰۴ | آتن     | وانگ نان ژانگ یینینگ       | Lee Eun-Sil Seok Eun-Mi | گوو یو Niu Jianfeng          |

### تیمی مردان
| سال  | شهر  | طلا            | نقره      | برنز      |
| ---- | ---- | -------------- | --------- | --------- |
| ۲۰۰۸ | پکن  | جمهوری خلق چین | آلمان     | کره جنوبی |
| ۲۰۱۲ | لندن | جمهوری خلق چین | کره جنوبی | آلمان     |

### تیمی زنان
| سال  | شهر  | طلا            | نقره    | برنز      |
| ---- | ---- | -------------- | ------- | --------- |
| ۲۰۰۸ | پکن  | جمهوری خلق چین | سنگاپور | کره جنوبی |
| ۲۰۱۲ | لندن | جمهوری خلق چین | ژاپن    | سنگاپور   |